# Наумов Петро Іванович
Петро Іванович Наумов (15 липня 1917, село Студенець Сизранського повіту Симбірської губернії, тепер Сизранського району Самарської області, Російська Федерація — 20 червня 1993, місто Бішкек, Киргизстан) — радянський діяч, секретар ЦК КП Киргизії. Депутат Верховної ради Киргизької РСР 7—11-го скликань.

## Життєпис
У 1937 році закінчив зоотехнічний технікум. У 1937—1940 роках працював зоотехніком.
У 1940—1946 роках — у Червоній армії, учасник німецько-радянської війни. 
Член ВКП(б) з 1942. 
У 1946—1948 роках — головний зоотехнік Івановського районного управління сільського господарства Киргизької РСР.
У 1948—1953 роках — інструктор сільськогосподарського відділу ЦК КП(б) Киргизії.
У 1953—1957 роках — завідувач сільськогосподарського відділу Тянь-Шаньського обласного комітету КП Киргизії, завідувач сільськогосподарського відділу Ошського обласного комітету КП Киргизії.
У 1957—1971 роках — заступник завідувача сільськогосподарського відділу ЦК КП Киргизії; помічник першого секретаря ЦК КП Киргизії; завідувач сільськогосподарського відділу ЦК КП Киргизії.
1 березня 1971 — 13 грудня 1985 року — секретар ЦК КП Киргизії з питань сільського господарства.
З 1985 року — персональний пенсіонер.
Помер 20 червня 1993 року в місті Бішкек.

## Нагороди
- орден Жовтневої Революції
- два ордени Вітчизняної війни ІІ ст.
- чотири ордени Трудового Червоного Прапора
- орден Червоної Зірки
- орден «Знак Пошани»
- медаль «За бойові заслуги»
- медаль «За трудову доблесть» (11.01.1964)
- медалі